# Morsum (Sylt)
Morsum (nordfriesisch Muasem) ist ein Ortsteil der Gemeinde Sylt auf der Nordseeinsel Sylt im Kreis Nordfriesland in Schleswig-Holstein. Er liegt im Osten der Insel in einer Heidelandschaft. Zu beiden Seiten des Ortes liegt der Nationalpark Schleswig-Holsteinisches Wattenmeer. Bei Morsum beginnt der Hindenburgdamm, der die Insel Sylt mit dem Festland verbindet.
Zu der bis 1970 selbständigen Gemeinde Morsum gehörten die Ortsteile Abort (nordfr. Abuurt), Großmorsum (nordf. Guart Muasem, dän. Store Morsum), Kleinmorsum (nordf. Litj Muasem, dän. Lille Morsum), Holm (nordf. Holerem), Klampshörn (nordf. Klampshörn, dän. Klaphjørne), Nösse (nordf. Nösi, dän. Næsodde), Osterende (nordf. Uasterjen, dän. Østerende), Schellinghörn (nordf. Skelinghörn, dän. Skellinghjørne) und Wall (nordf. Wal, dän. Vold).

## Geologie am Morsum-Kliff

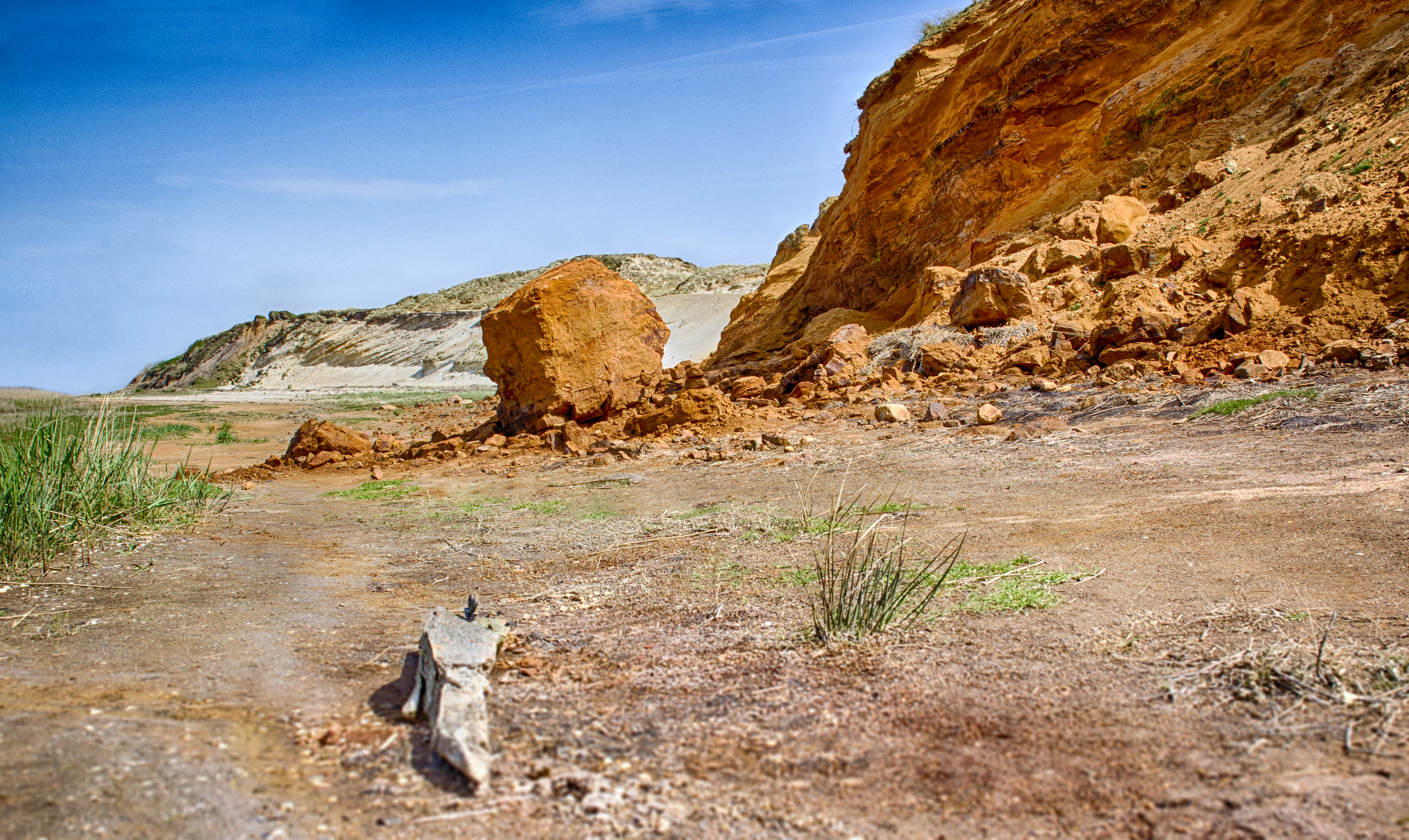
Das Morsum-Kliff

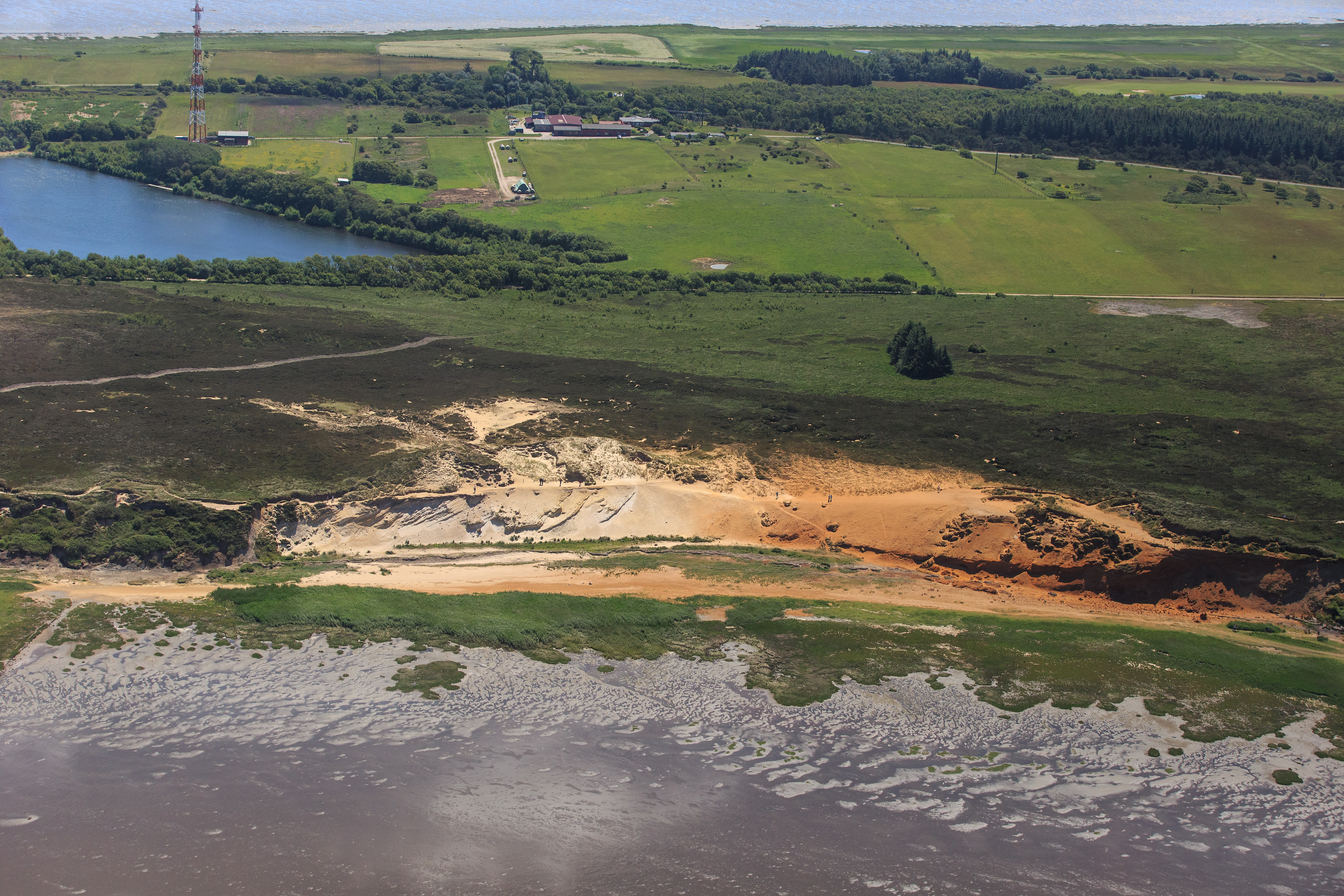
Das Morsum-Kliff.

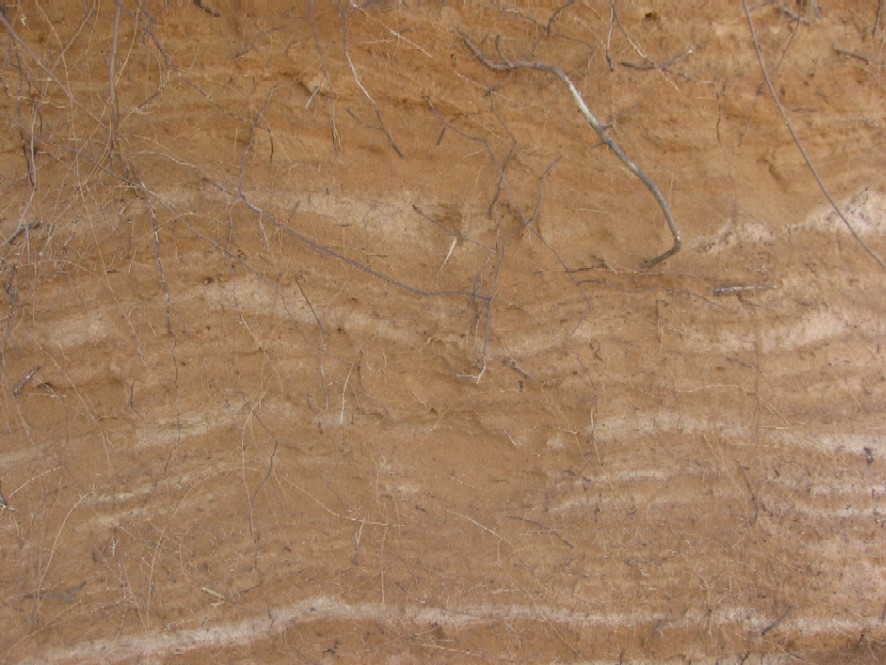
Erd-Schichten am Morsum-Kliff

Das Morsum-Kliff befindet sich an der Wattseite der Insel. Das Kliff steht seit 1923 unter Naturschutz. Durch die Eiszeit-Gletscher wurden hier viele Erdschichten, unter anderem Glimmerton, Limonitsandstein und Kaolinsand auf engem Raum zusammengepresst. Die See spülte diese wieder frei, sodass sie im Kliff in schräg laufenden Farbabstufungen von weiß bis braun erkennbar sind. Ebenso finden sich im Watt vor dem Kliff immer wieder Findlinge, die von den Eiszeitgletschern nach Sylt getragen wurden. Das Kliff ist reich an Fossilien.
Der in den letzten Jahrzehnten stetig steigende Tourismus führte dazu, dass viele Trampelpfade entstanden und infolgedessen teilweise ganze Dünen zerstört wurden. Dadurch entstanden immer wieder Wegbegrenzung und Gehverbote.
Am Morsum-Kliff gibt es regelmäßig verschiedene Führungen. Betreuender Verein für das Naturschutzgebiet Morsum-Kliff ist die Naturschutzgemeinschaft Sylt e. V. mit Sitz in Braderup. Sie veranstaltet hier täglich Führungen.

## Geschichte und Gegenwart

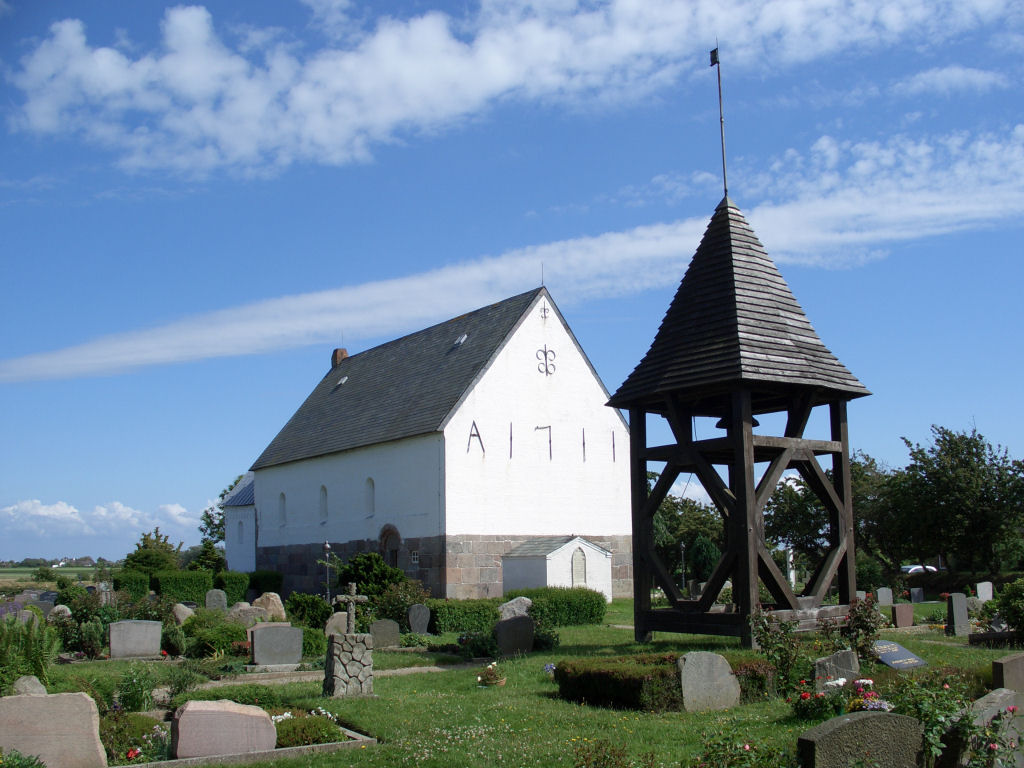
Dorfkirche St. Martin

Der von etwa 1.100 Einwohnern bewohnte Ort war im 9. Jahrhundert eines der ersten Siedlungsgebiete der Friesen auf Sylt und bis zum Ende des 17. Jahrhunderts das größte Dorf der Insel. Urkundlich erwähnt wurde der Ort erstmals 1462. 1970 wurde Morsum mit Archsum, Keitum und Tinnum zur Gemeinde Sylt-Ost vereinigt. 2009 wurde Sylt-Ost wiederum ein Teil der Gemeinde Sylt.
Die Dorfkirche St. Martin stammt wahrscheinlich aus dem 12. Jahrhundert und ist gemeinsam mit der Keitumer Kirche die älteste Kirche der Insel. Die meterdicken Mauern bestehen aus Findlingen und Granitquadern.
In Morsum sind friesische Straßennamen stärker als in anderen Inselorten vertreten, z. B. Dikwai (Deichweg), Sērkwai (Kirchweg), Gurtmuasem (Großmorsum) oder Däälgung/Deelgung (Talacker). Eine Ausnahme bildet die Straße Zum Wäldchen. Die Landwirtschaft prägt das äußere Erscheinungsbild des Ortes neben dem Tourismus noch weitgehend.
Sölring, der friesische Dialekt der Insel Sylt, wird in Morsum nach wie vor gesprochen. Der Gebrauch ist aber stark rückläufig.

## Verkehrsanbindung

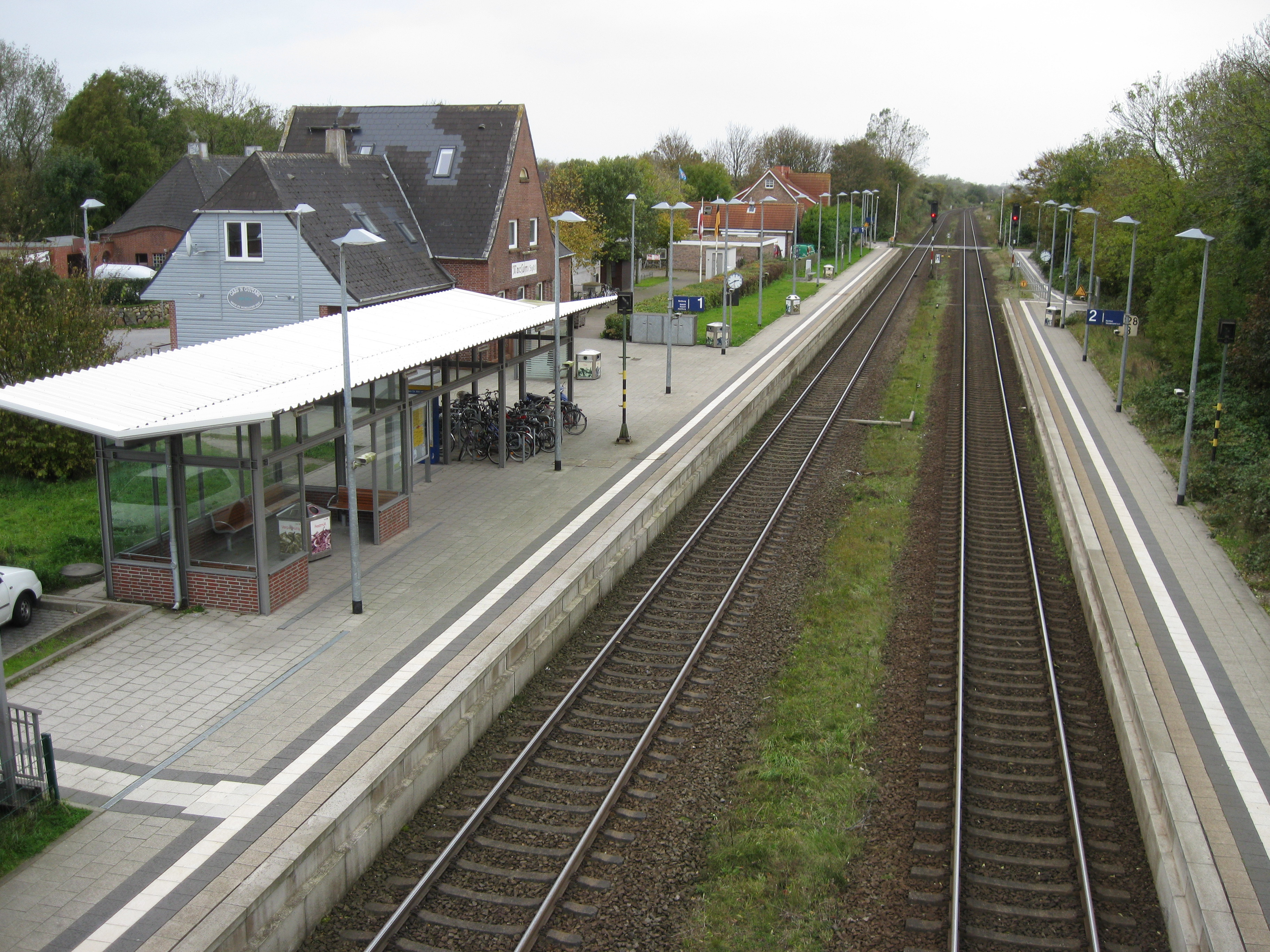
Bahnhof Morsum

Auf Sylt ist – wie auch auf den nordfriesischen Nachbarinseln – motorisierter Individualverkehr zugelassen. Morsum erreicht man über ein gut ausgebautes Straßennetz.  Die Linienbusse der Sylter Verkehrsgesellschaft verbinden den Ort mit der Inselmetropole Westerland.
Mit Fertigstellung des Hindenburgdamms 1927 erhielt Morsum einen Anschluss an die Marschbahn (Hamburg)-Elmshorn-Westerland. Der Haltepunkt wurde mit einem Empfangsgebäude samt Güterschuppenanbau und separatem Beamtenwohnhaus ausgestattet. Die bis heute erhaltenen Gebäude lehnen sich stilistisch an die gleichzeitig errichteten Bahnhofsgebäude in Westerland und in Keitum an. Heute (Stand 2023) besteht im Halbstundentakt je eine Verbindung nach Westerland und nach Husum, sowie im Stundentakt nach Hamburg-Altona. Seit 2016 wird die Verbindung durch die DB Regio bedient (zuvor Nord-Ostsee-Bahn).

## Schule
Morsum hatte bis 2014 eine eigene Grundschule, welche jedoch aufgrund mangelnder Nachfrage geschlossen wurde.